# Anton Musakow
Anton Krystew Musakow (bułg. Антон Кръстев Мусаков, ur. 26 grudnia 1932 we wsi Byłgarene, zm. 1998 tamże) – bułgarski generał porucznik.

## Życiorys
W 1946 wstąpił do Związku Młodzieży Robotniczej, 1956 ukończył studia na Uniwersytecie Sofijskim, po czym został etatowym pracownikiem Związku Młodzieży Robotniczej - instruktorem, potem kierownikiem wydziału, 1957 członkiem biura komitetu Dymitrowskiego Komunistycznego Związku Młodzieży w Plewen, a 1959 sekretarzem Komitetu Okręgowego DKZM w Plewen. Kierował jednym z wydziałów KC DKZM, 1962 został I sekretarzem Komitetu Okręgowego DKZM w Kyrdżali, a 1964 dyrektorem Centralnej Komsomolskiej Szkoły "Georgi Dymitrow" i członkiem KC DKZM; jednocześnie od 1960 należał do BPK. Od 1966 pracował w organach bezpieki, początkowo jako szef oddziału Wydziału VIII Zarządu II (Kontrwywiadowczego) KDS przy Radzie Ministrów Ludowej Republiki Bułgarii, 1 września 1967 został skierowany na 5-miesięczny kurs w Wyższej Szkole KGB przy Radzie Ministrów ZSRR im. F. Dzierżyńskiego, potem 1969-1971 był zastępcą szefa Wydziału VI Zarządu VI Bezpieczeństwa Państwowego Ministerstwa Spraw Wewnętrznych LRB, a 1971-1974 zastępcą szefa Miejskiego Zarządu MSW w Sofii. Od 11 stycznia 1974 do 26 stycznia 1978 był sekretarzem Komitetu Partyjnego BPK w MSW LRB, od 1978 do 18 stycznia 1985 I zastępcą szefa, a od 18 stycznia 1985 do 3 stycznia 1990 szefem Zarządu VI BP MSW LRB, jednocześnie od kwietnia 1986 był zastępcą członka KC BPK, 1 stycznia 1991 został zwolniony.

## Awanse
- Kapitan
- Major (sierpień 1968)
- Podpułkownik (kwiecień 1971)
- Pułkownik (6 listopada 1974)
- Generał Major
- Generał Porucznik

## Odznaczenia
- Order Ludowej Republiki Bułgarii I klasy (1986)
- Order Ludowej Republiki Bułgarii II klasy (1982)
- Order Ludowej Republiki Bułgarii III klasy (1989)
- Order Przyjaźni Narodów (ZSRR, 1974)

I odznaczenia resortowe KDS/MSW LRB.